# Молекулярные модели

Молекулярные модели Гофмана

Молекулярные модели — физические либо визуализированные компьютерные модели молекул химических соединений, дающие наглядное представление о взаимном пространственном расположении атомов, входящих в молекулу. Молекулярные модели используются при необходимости пространственного анализа молекулярных структур, в случаях, когда по структурной формуле — проекции структуры молекулы на плоскость — трудно либо невозможно проанализировать расположение атомов в пространстве либо оценить влияние взаимного расположения атомов на их взаимодействия (оценка стерических затруднений, конформационный анализ, специфическое межмолекулярное взаимодействие и т. п.).